# Tripurakot
Tripurakot (en népalais : त्रिपुराकोट) est un comité de développement villageois du Népal situé dans le district de Dolpa. Au recensement de 2011, il comptait 2 697 habitants.